# Arthur Marohn
Arthur Marohn (* 14. Juni 1893 in Mariendorf; † 21. April 1975 in Berlin) war ein deutscher Fußballspieler und -trainer.

## Spielerkarriere

### Vereine
Marohn trat als 16-Jähriger der Nachwuchsmannschaft des Berliner TuFC Viktoria 89 bei und rückte 1913 in die erste Mannschaft des amtierenden Meisters auf, für die er im – seit 29. April 1911 bestehenden – Verband Brandenburgischer Ballspielvereine, Dachverband aller Fußballvereine aus Berlin und der Provinz Brandenburg, zum Einsatz kam. In der Zeit seiner Vereinszugehörigkeit gewann er zweimal die Berliner Meisterschaft. Demzufolge nahm er mit der Mannschaft jeweils an der Endrunde um die Deutsche Meisterschaft teil und kam am 5. Mai 1912 in Danzig beim 7:0-Sieg über den BuEV Danzig im Viertelfinale zum Einsatz, wie auch am 13. April 1913 beim 6:1-Sieg über den SV Prussia-Samland Königsberg in Berlin. Sein letztes Spiel war das am 27. April 1913 mit 1:3 gegen den VfB Leipzig verlorene Halbfinale.

### Auswahl-/Nationalmannschaft
Als Spieler der Auswahlmannschaft des Verbandes Brandenburgischer Ballspielvereine bestritt er für diese 27 Spiele.
Sein einziges Länderspiel für die A-Nationalmannschaft bestritt er am 5. Juni 1921 bei der 0:3-Niederlage gegen die Nationalmannschaft Ungarns in Budapest. Zuvor wurde er bereits für die beiden letzten Länderspiele vor dem Ersten Weltkrieg, gegen die Nationalmannschaft Belgiens und die Nationalmannschaft der Niederlande nominiert, kam jedoch nicht zum Einsatz.

## Erfolge
- Berliner Meister 1916, 1919

## Trainerkarriere
Nachdem Marohn die Trainerlizenz erworben hatte, trainierte er den Berliner BC 1926 in der Saison 1939/40, später, 1941/42, den Spandauer SV.